# Vandaag de dag
Vandaag de dag was het ontbijtprogramma van omroep WNL. Het werd sinds 6 september 2011 iedere werkdag van 7.00 tot 9.00 uur op NPO 1 uitgezonden. Het programma had een zomerstop van bijna vier maanden en een korte winterstop.
Het programma vormde de opvolger van Ochtendspits en werd afwisselend gepresenteerd door Rozemarijn Moggré of Leonie ter Braak. Het programma was een mengeling van nieuws, misdaad, informatie, sport en entertainment, met "een rechts geluid". Het programma werd om 7.30, 8.00 en 8.30 uur onderbroken door de reclame en het NOS Journaal. Het tweede uur was grotendeels een herhaling van het eerste uur behalve bij live reportages en groot nieuws. De reporters waren onder meer Daniël van Dam, Wieger Hemmer, Maaike Timmerman of Tom van 't Einde.
Daarnaast besteedde het programma aandacht aan verkeersinformatie en het weer. Dit item werd afwisselend gepresenteerd door Robert Vriezen of Annemarie Brüning. Kijkers konden zelf gemaakte weerfoto's inzenden en konden worden getoond. Vaste politieke commentator was Paul Jansen en soms Willem Vermeend. Kim Kötter was de lifestylecommentator en Jan Uriot de showbizzcommentator. Vanaf september 2014 werd het blok met het laatste nieuws gepresenteerd door Maaike Timmerman of Tom van 't Einde.
Op 8 mei 2015 werd Vandaag de Dag/Vandaag de Vrijdag voor het laatst onder deze naam uitgezonden. Op 7 september 2015 ging het programma verder als Goedemorgen Nederland, een programmatitel die WNL overneemt van de KRO.

## Vandaag de vrijdag
Op vrijdag vond er een presentatie plaats waarbij Moggré en Ter Braak het programma samen presenteerden onder de naam "Vandaag de Vrijdag" met 2 gasten aan tafel. Het programma werd aanvankelijk rechtstreeks uitgezonden vanuit de Westergasfabriek in Amsterdam, maar soms ook vanaf locatie zoals ten tijde van de Elfstedenkoorts in 2013 vanuit een hotel in Friesland. Sinds eind 2014 werd het programma vanuit Hilversum uitgezonden.

## Presentatie
Aanvankelijk werd het programma afwisselend gepresenteerd door Eva Jinek of Merel Westrik. In 2013 vertrok Jinek naar de KRO en in 2014 Westrik naar het RTL Nieuws als opvolger van Suzanne Bosman. Kristel van Eijk keerde na haar zwangerschapsverlof niet meer terug bij WNL.